# Liège-Bastogne-Liège espoirs 2015
La 30e édition de Liège-Bastogne-Liège espoirs a eu lieu le 18 avril 2015. La course fait partie du calendrier UCI Europe Tour 2015 en catégorie 1.2U.
L'épreuve a été remportée en solitaire par le Français Guillaume Martin (CC Étupes) qui s'impose lors d'un sprint à trois coureurs respectivement devant l'Allemand Silvio Herklotz (Stölting) et le Britannique Tao Geoghegan Hart (Axeon).
Pour les accessits, le Français Fabien Doubey (CC Étupes) gagne le classement de la montagne et le Belge Aimé De Gendt (EFC-Etixx) celui des points chauds.

## Présentation

### Équipes
Classé en catégorie 1.2U de l'UCI Europe Tour, Liège-Bastogne-Liège espoirs est par conséquent ouvert aux équipes continentales professionnelles belges, aux équipes continentales, aux équipes nationales et aux équipes régionales et de clubs.
Trente-trois équipes participent à ce Liège-Bastogne-Liège espoirs - neuf équipes continentales, une équipe nationale et vingt-trois équipes régionales et de clubs:
| Équipes continentales          | Équipes continentales | Équipes continentales |
| Nom de l'équipe                | Pays                  | Code                  |
| ------------------------------ | --------------------- | --------------------- |
| 3M                             | Belgique              | MMM                   |
| AWT-Greenway                   | Tchéquie              | AWT                   |
| Axeon                          | États-Unis            | BDT                   |
| Color Code-Aquality Protect    | Belgique              | CCB                   |
| Rabobank Development           | Pays-Bas              | RDT                   |
| Roth-Škoda                     | Suisse                | ROT                   |
| SEG Racing                     | Pays-Bas              | SEG                   |
| Stölting                       | Allemagne             | STG                   |
| T.Palm-Pôle Continental Wallon | Belgique              | PCW                   |

| Équipe nationale                     | Équipe nationale | Équipe nationale |
| Nom de l'équipe                      | Pays             | Code             |
| ------------------------------------ | ---------------- | ---------------- |
| Équipe nationale d'Australie espoirs | Australie        | AUS              |

| Équipes régionales et de clubs      | Équipes régionales et de clubs | Équipes régionales et de clubs |
| Nom de l'équipe                     | Pays                           | Code                           |
| ----------------------------------- | ------------------------------ | ------------------------------ |
| ABC Elite                           | Danemark                       | ABC                            |
| BIC 2000                            | France                         | BIC                            |
| BMC Development                     | États-Unis                     | BMD                            |
| Café Baqué-Conservas Campos         | Espagne                        | CAF                            |
| CC Étupes                           | France                         | CCE                            |
| CC Nogent-sur-Oise                  | France                         | NOG                            |
| Chambéry CF                         | France                         | CCF                            |
| Colpack                             | Italie                         | CLP                            |
| Côtes d'Armor-Marie Morin           | France                         | COT                            |
| Dunkerque Littoral-Cofidis          | France                         | DLC                            |
| EFC-Etixx                           | Belgique                       | EFC                            |
| Lotto-Soudal U23                    | Belgique                       | LTU                            |
| Ottignies-Perwez                    | Belgique                       | OTP                            |
| Profel United                       | Belgique                       | PFU                            |
| Prorace                             | Belgique                       | PRO                            |
| RC Pesant Club Liégeois             | Belgique                       | RCP                            |
| Royal Antwerp BC                    | Belgique                       | RAN                            |
| Toekomstvrienden-Rock Werchter      | Belgique                       | TOE                            |
| UC Nantes Atlantique                | France                         | UCN                            |
| Vendée U                            | France                         | VEN                            |
| Verandas Willems-Crabbé-CC Chevigny | Belgique                       | CHE                            |
| VL Technics-Experza-Abutriek        | Belgique                       | VLT                            |
| Vulco-VC Vaulx-en-Velin             | France                         | VCV                            |

### Règlement de la course

#### Primes
Les vingt prix sont attribués suivant le barème de l'UCI,. Le total général des prix distribués est de 6 010 €.
| Position | 1er     | 2e      | 3e    | 4e    | 5e    | 6e    | 7e    | 8e    | 9e    | 10e à 20e |
| Prix     | 2 425 € | 1 210 € | 607 € | 305 € | 240 € | 180 € | 180 € | 118 € | 118 € | 57 €      |

## Classements

### Classement final
| Classement final | Classement final   | Classement final | Classement final     | Classement final   |
|                  | Coureur            | Pays             | Équipe               | Temps              |
| ---------------- | ------------------ | ---------------- | -------------------- | ------------------ |
| 1er              | Guillaume Martin   | France           | CC Étupes            | en 4 h 46 min 28 s |
| 2e               | Silvio Herklotz    | Allemagne        | Stölting             | + 0 s              |
| 3e               | Tao Geoghegan Hart | Royaume-Uni      | Axeon                | + 0 s              |
| 4e               | Kenneth Van Rooy   | Belgique         | Lotto-Soudal U23     | + 4 s              |
| 5e               | Loïc Vliegen       | Belgique         | BMC Development      | + 4 s              |
| 6e               | Jan Brockhoff      | Allemagne        | AWT-Greenway         | + 4 s              |
| 7e               | Steven Lammertink  | Pays-Bas         | SEG Racing           | + 4 s              |
| 8e               | Sam Oomen          | Pays-Bas         | Rabobank Development | + 4 s              |
| 9e               | Martijn Tusveld    | Pays-Bas         | Rabobank Development | + 4 s              |
| 10e              | Hayden McCormick   | Nouvelle-Zélande | Lotto-Soudal U23     | + 4 s              |
| modifier         |                    |                  |                      |                    |

### Classements annexes
| Classement de la montagne | Classement de la montagne | Classement de la montagne | Classement de la montagne | Classement de la montagne |
| ------------------------- | ------------------------- | ------------------------- | ------------------------- | ------------------------- |
|                           | Coureur                   | Pays                      | Équipe                    | Point(s)                  |
| 1er                       | Fabien Doubey             | France                    | CC Étupes                 | 21 points                 |
| 2e                        | Paul Ourselin             | France                    | Vendée U                  | 9 pts                     |
| 3e                        | Guillaume Martin          | France                    | CC Étupes                 | 8 pts                     |
| modifier                  |                           |                           |                           |                           |

| Classement des points chauds | Classement des points chauds | Classement des points chauds | Classement des points chauds | Classement des points chauds |
| ---------------------------- | ---------------------------- | ---------------------------- | ---------------------------- | ---------------------------- |
|                              | Coureur                      | Pays                         | Équipe                       | Point(s)                     |
| 1er                          | Aimé De Gendt                | Belgique                     | EFC-Etixx                    | 4 points                     |
| 2e                           | Fabien Doubey                | France                       | CC Étupes                    | 4 pts                        |
| 3e                           | Jaap de Man                  | Pays-Bas                     | 3M                           | 4 pts                        |
| modifier                     |                              |                              |                              |                              |

### UCI Europe Tour
Ce Liège-Bastogne-Liège espoirs attribue des points pour l'UCI Europe Tour 2015, par équipes seulement aux coureurs des équipes continentales professionnelles et continentales, individuellement à tous les coureurs sauf ceux faisant partie d'une équipe ayant un label WorldTeam.
| Position,          | 1er | 2e | 3e | 4e | 5e | 6e | 7e | 8e |
| Classement général | 40  | 30 | 16 | 12 | 10 | 8  | 6  | 3  |

## Liste des participants
- Liste de départ complète

| Légende | Légende                                                                    | Légende | Légende                                                    |
| ------- | -------------------------------------------------------------------------- | ------- | ---------------------------------------------------------- |
| Num     | Dossard de départ porté par le coureur sur ce Liège-Bastogne-Liège espoirs | Pos     | Position à l'arrivée de la course                          |
|         | Indique un maillot de champion national ou mondial, suivi de sa spécialité | NP      | Indique un coureur qui n'a pas pris le départ de la course |
| AB      | Indique un coureur qui n'a pas terminé la course                           | HD      | Indique un coureur qui a terminé la course hors des délais |
| DSQ     | Indique un coureur qui a été disqualifié de la course                      |         |                                                            |

| RC Pesant Club Liégeois RCP | RC Pesant Club Liégeois RCP | RC Pesant Club Liégeois RCP |
| --------------------------- | --------------------------- | --------------------------- |
| Num                         | Coureur                     | Pos                         |
| 1                           | Sacha Lacroix (BEL)         | AB                          |
| 2                           | Jason Jacquemin (BEL)       | AB                          |
| 3                           | Rémi Belot (BEL)            | AB                          |
| 4                           | Jérémy Malevez (BEL)        | AB                          |
| 5                           | Nicolas Beauve (BEL)        | AB                          |
| 6                           | Alessandro De Amicis (BEL)  | AB                          |
| Directeur sportif : ?       |                             |                             |

| Ottignies-Perwez OTP  | Ottignies-Perwez OTP  | Ottignies-Perwez OTP |
| --------------------- | --------------------- | -------------------- |
| Num                   | Coureur               | Pos                  |
| 7                     | Dylan Bodchon (BEL)   | AB                   |
| 8                     | Auxence Buntinx (BEL) | 117e                 |
| 9                     | Anthony Debuy (BEL)   | AB                   |
| 10                    | Jake Klajnblat (AUS)  | 75e                  |
| 11                    | Thomas Petit (BEL)    | 116e                 |
| 12                    | Wim Reynaerts (BEL)   | AB                   |
| Directeur sportif : ? |                       |                      |

| T.Palm-Pôle Continental Wallon PCW | T.Palm-Pôle Continental Wallon PCW | T.Palm-Pôle Continental Wallon PCW |
| ---------------------------------- | ---------------------------------- | ---------------------------------- |
| Num                                | Coureur                            | Pos                                |
| 13                                 | Thomas Armstrong (GBR)             | 81e                                |
| 14                                 | Guillaume Delvaux (BEL)            | AB                                 |
| 15                                 | Bastien Kroonen (BEL)              | AB                                 |
| 16                                 | Nicolas Mertz (BEL)                | 61e                                |
| 17                                 | Alexandre Seny (BEL)               | AB                                 |
| 18                                 | Maxime Vekeman (BEL)               | AB                                 |
| Directeur sportif : ?              |                                    |                                    |

| Lotto-Soudal U23 LTU  | Lotto-Soudal U23 LTU   | Lotto-Soudal U23 LTU |
| --------------------- | ---------------------- | -------------------- |
| Num                   | Coureur                | Pos                  |
| 19                    | Steff Cras (BEL)       | 114e                 |
| 20                    | Laurens De Plus (BEL)  | 53e                  |
| 21                    | Brecht Ruyters (BEL)   | 18e                  |
| 22                    | Dries Van Gestel (BEL) | 45e                  |
| 23                    | Hayden McCormick (NZL) | 10e                  |
| 24                    | Kenneth Van Rooy (BEL) | 4e                   |
| Directeur sportif : ? |                        |                      |

| Verandas Willems-Crabbé-CC Chevigny CHE | Verandas Willems-Crabbé-CC Chevigny CHE | Verandas Willems-Crabbé-CC Chevigny CHE |
| --------------------------------------- | --------------------------------------- | --------------------------------------- |
| Num                                     | Coureur                                 | Pos                                     |
| 25                                      | Brent Goethals (BEL)                    | 112e                                    |
| 26                                      | Merlijn Decoster (BEL)                  | 83e                                     |
| 27                                      | Boris Van Renterghem (BEL)              | 122e                                    |
| 28                                      | Gal Weitz (ISR)                         | AB                                      |
| 29                                      | Dries Verstrepen (BEL)                  | AB                                      |
| 30                                      | Matthias Houlmont (BEL)                 | AB                                      |
| Directeur sportif : ?                   |                                         |                                         |

| Color Code-Aquality Protect CCB | Color Code-Aquality Protect CCB | Color Code-Aquality Protect CCB |
| ------------------------------- | ------------------------------- | ------------------------------- |
| Num                             | Coureur                         | Pos                             |
| 31                              | Julien Kaise (BEL)              | 58e                             |
| 32                              | Hugo De Winter (BEL)            | 128e                            |
| 33                              | Loïc Hennaux (BEL)              | AB                              |
| 34                              | Martin Palm (BEL)               | 99e                             |
| 35                              | Rémy Mertz (BEL)                | 23e                             |
| 36                              | Tom Galle (BEL)                 | 118e                            |
| Directeur sportif : ?           |                                 |                                 |

| 3M MMM                | 3M MMM                 | 3M MMM |
| --------------------- | ---------------------- | ------ |
| Num                   | Coureur                | Pos    |
| 37                    | Jaap de Man (NED)      | 111e   |
| 38                    | Martijn Degreve (BEL)  | AB     |
| 39                    | David Montgomery (IRL) | 92e    |
| 40                    |                        |        |
| 41                    | Dylan van Zijl (NED)   | DSQ    |
| 42                    | Emiel Vermeulen (BEL)  | AB     |
| Directeur sportif : ? |                        |        |

| Profel United PFU     | Profel United PFU     | Profel United PFU |
| --------------------- | --------------------- | ----------------- |
| Num                   | Coureur               | Pos               |
| 43                    | Maarten Desair (BEL)  | 109e              |
| 44                    | Jeroen Eyskens (BEL)  | 102e              |
| 45                    | Jesse Geerts (BEL)    | 108e              |
| 46                    | Lennert Teugels (BEL) | 73e               |
| 47                    | Kevin Heylen (BEL)    | 125e              |
| 48                    | Tom Verhaegen (BEL)   | 95e               |
| Directeur sportif : ? |                       |                   |

| Prorace PRO           | Prorace PRO           | Prorace PRO |
| --------------------- | --------------------- | ----------- |
| Num                   | Coureur               | Pos         |
| 49                    | Maxim Panis (BEL)     | 43e         |
| 50                    | Brent Briesen (BEL)   | AB          |
| 51                    | Jacob Restall (AUS)   | 121e        |
| 52                    | Gertjan De Sy (BEL)   | 74e         |
| 53                    | Vincent De Sy (BEL)   | 80e         |
| 54                    | Joshua Teasdale (BEL) | 93e         |
| Directeur sportif : ? |                       |             |

| VL Technics-Experza-Abutriek VLT | VL Technics-Experza-Abutriek VLT | VL Technics-Experza-Abutriek VLT |
| -------------------------------- | -------------------------------- | -------------------------------- |
| Num                              | Coureur                          | Pos                              |
| 55                               | Mathias De Witte (BEL)           | 57e                              |
| 56                               | Tom Bosmans (BEL)                | 37e                              |
| 57                               | Arjen Livyns (BEL)               | 113e                             |
| 58                               | Thomas Demolder (BEL)            | 97e                              |
| 59                               | Tuur Deprez (BEL)                | 70e                              |
| 60                               | Jan Logier (BEL)                 | 31e                              |
| Directeur sportif : ?            |                                  |                                  |

| EFC-Etixx EFC         | EFC-Etixx EFC           | EFC-Etixx EFC |
| --------------------- | ----------------------- | ------------- |
| Num                   | Coureur                 | Pos           |
| 61                    | Herman Vanhoucke (BEL)  | AB            |
| 62                    | Aimé De Gendt (BEL)     | 29e           |
| 63                    | Maxime De Poorter (BEL) | 33e           |
| 64                    | Gilles Loncin (BEL)     | 64e           |
| 65                    | Jacob Relaes (BEL)      | 123e          |
| 66                    | Jordi Warlop (BEL)      | 65e           |
| Directeur sportif : ? |                         |               |

| Toekomstvrienden-Rock Werchter TOE | Toekomstvrienden-Rock Werchter TOE | Toekomstvrienden-Rock Werchter TOE |
| ---------------------------------- | ---------------------------------- | ---------------------------------- |
| Num                                | Coureur                            | Pos                                |
| 67                                 | Brent Clé (BEL)                    | 84e                                |
| 68                                 | Joran Michielsen (BEL)             | AB                                 |
| 69                                 | Sander Van Dingenen (BEL)          | AB                                 |
| 70                                 | Robby Willems (BEL)                | 67e                                |
| 71                                 | Jens Van Beylen (BEL)              | 115e                               |
| 72                                 | Kenny Willems (BEL)                | 90e                                |
| Directeur sportif : ?              |                                    |                                    |

| Vendée U VEN          | Vendée U VEN             | Vendée U VEN |
| --------------------- | ------------------------ | ------------ |
| Num                   | Coureur                  | Pos          |
| 73                    | Fabien Grellier (FRA)    | 17e          |
| 74                    | Loïc Bouchereau (FRA)    | 50e          |
| 75                    | Charles Herbert (FRA)    | 129e         |
| 76                    | Antoine Leplingard (FRA) | 21e          |
| 77                    | Paul Ourselin (FRA)      | 39e          |
| 78                    | Simon Sellier (FRA)      | 12e          |
| Directeur sportif : ? |                          |              |

| CC Nogent-sur-Oise NOG | CC Nogent-sur-Oise NOG | CC Nogent-sur-Oise NOG |
| ---------------------- | ---------------------- | ---------------------- |
| Num                    | Coureur                | Pos                    |
| 79                     | Geoffroy Becret (FRA)  | 41e                    |
| 80                     | Louis Richard (FRA)    | 82e                    |
| 81                     | Sébastien Havot (FRA)  | AB                     |
| 82                     | Justin Mottier (FRA)   | 22e                    |
| 83                     |                        |                        |
| 84                     | Baptiste Traca (FRA)   | 86e                    |
| Directeur sportif : ?  |                        |                        |

| UC Nantes Atlantique UCN | UC Nantes Atlantique UCN | UC Nantes Atlantique UCN |
| ------------------------ | ------------------------ | ------------------------ |
| Num                      | Coureur                  | Pos                      |
| 85                       | Dylan Durand (FRA)       | AB                       |
| 86                       | Maxime Darmont (FRA)     | AB                       |
| 87                       | Till Drobisch (NAM)      | 69e                      |
| 88                       | Thibault Ferasse (FRA)   | 20e                      |
| 89                       | Normann Latouche (FRA)   | 130e                     |
| 90                       | Jules Roueil (FRA)       | AB                       |
| Directeur sportif : ?    |                          |                          |

| BIC 2000 BIC          | BIC 2000 BIC           | BIC 2000 BIC |
| --------------------- | ---------------------- | ------------ |
| Num                   | Coureur                | Pos          |
| 91                    | Franck Bonnamour (FRA) | 78e          |
| 92                    | Jonathan Masson (FRA)  | AB           |
| 93                    | Léo Danès (FRA)        | 62e          |
| 94                    | Valentin Madouas (FRA) | 124e         |
| 95                    | Tony Périou (FRA)      | AB           |
| 96                    | Fabien Rolland (FRA)   | 110e         |
| Directeur sportif : ? |                        |              |

| Dunkerque Littoral-Cofidis DLC | Dunkerque Littoral-Cofidis DLC | Dunkerque Littoral-Cofidis DLC |
| ------------------------------ | ------------------------------ | ------------------------------ |
| Num                            | Coureur                        | Pos                            |
| 97                             | Quentin Bernard (FRA)          | AB                             |
| 98                             | Maxime Blampain (FRA)          | 126e                           |
| 99                             | Johan De Jonckheere (FRA)      | AB                             |
| 100                            | Bryan Delehaye (FRA)           | AB                             |
| 101                            | Killian Évenot (FRA)           | AB                             |
| 102                            | Jules Quièvre (FRA)            | AB                             |
| Directeur sportif : ?          |                                |                                |

| Chambéry CF CCF       | Chambéry CF CCF              | Chambéry CF CCF |
| --------------------- | ---------------------------- | --------------- |
| Num                   | Coureur                      | Pos             |
| 103                   | Benoît Cosnefroy (FRA)       | 25e             |
| 104                   | Freddy Ovett (AUS)           | AB              |
| 105                   | Aurélien Paret-Peintre (FRA) | 26e             |
| 106                   | Victor Tournieroux (FRA)     | AB              |
| 107                   | Rémy Rochas (FRA)            | 27e             |
| 108                   | Étienne Fabre (FRA)          | 127e            |
| Directeur sportif : ? |                              |                 |

| Côtes d'Armor-Marie Morin COT | Côtes d'Armor-Marie Morin COT | Côtes d'Armor-Marie Morin COT |
| ----------------------------- | ----------------------------- | ----------------------------- |
| Num                           | Coureur                       | Pos                           |
| 109                           | Martin Bouédo (FRA)           | 55e                           |
| 110                           | David Gaudu (FRA)             | AB                            |
| 111                           | Stéphen Guével (FRA)          | 89e                           |
| 112                           | Geoffrey Millour (FRA)        | 101e                          |
| 113                           | Jules Rolland (FRA)           | AB                            |
| 114                           | Ronan Tassel (FRA)            | AB                            |
| Directeur sportif : ?         |                               |                               |

| CC Étupes CCE         | CC Étupes CCE          | CC Étupes CCE |
| --------------------- | ---------------------- | ------------- |
| Num                   | Coureur                | Pos           |
| 115                   | Guillaume Martin (FRA) | 1er           |
| 116                   | Fabien Doubey (FRA)    | 88e           |
| 117                   | Hugo Hofstetter (FRA)  | 59e           |
| 118                   | Arnaud Pfrimmer (FRA)  | 96e           |
| 119                   | Damien Touzé (FRA)     | AB            |
| 120                   | Léo Vincent (FRA)      | 34e           |
| Directeur sportif : ? |                        |               |

| Vulco-VC Vaulx-en-Velin VCV | Vulco-VC Vaulx-en-Velin VCV | Vulco-VC Vaulx-en-Velin VCV |
| --------------------------- | --------------------------- | --------------------------- |
| Num                         | Coureur                     | Pos                         |
| 121                         | Baptiste Bouchet (FRA)      | 36e                         |
| 122                         | Florian Hudry (FRA)         | 71e                         |
| 123                         | Damien Charreyron (FRA)     | AB                          |
| 124                         | Emilio Corbex (FRA)         | AB                          |
| 125                         | Valentin Lacroix (FRA)      | 98e                         |
| 126                         | Alexandre Paccalet (FRA)    | 60e                         |
| Directeur sportif : ?       |                             |                             |

| Rabobank Development RDT | Rabobank Development RDT | Rabobank Development RDT |
| ------------------------ | ------------------------ | ------------------------ |
| Num                      | Coureur                  | Pos                      |
| 127                      | Piotr Havik (NED)        | 87e                      |
| 128                      | Lennard Hofstede (NED)   | 13e                      |
| 129                      | Jeroen Meijers (NED)     | 24e                      |
| 130                      | Sam Oomen (NED)          | 8e                       |
| 131                      | Antwan Tolhoek (NED)     | 15e                      |
| 132                      | Martijn Tusveld (NED)    | 9e                       |
| Directeur sportif : ?    |                          |                          |

| SEG Racing SEG        | SEG Racing SEG            | SEG Racing SEG |
| --------------------- | ------------------------- | -------------- |
| Num                   | Coureur                   | Pos            |
| 133                   | Koen Bouwman (NED)        | 79e            |
| 134                   | Steven Lammertink (NED)   | 7e             |
| 135                   |                           |                |
| 136                   | Davy Gunst (NED)          | 30e            |
| 137                   | Magnus Bak Klaris (DEN)   | 47e            |
| 138                   | Julius van den Berg (NED) | 100e           |
| Directeur sportif : ? |                           |                |

| Colpack CLP           | Colpack CLP            | Colpack CLP |
| --------------------- | ---------------------- | ----------- |
| Num                   | Coureur                | Pos         |
| 139                   | Giulio Ciccone (ITA)   | 42e         |
| 140                   | Umberto Orsini (ITA)   | 52e         |
| 141                   | Fausto Masnada (ITA)   | 77e         |
| 142                   | Edward Ravasi (ITA)    | 32e         |
| 143                   | Andrea Garosio (ITA)   | 46e         |
| 144                   | Filippo Zaccanti (ITA) | 76e         |
| Directeur sportif : ? |                        |             |

| BMC Development BMD   | BMC Development BMD       | BMC Development BMD |
| --------------------- | ------------------------- | ------------------- |
| Num                   | Coureur                   | Pos                 |
| 145                   | Loïc Vliegen (BEL)        | 5e                  |
| 146                   | Patrick Müller (SUI)      | 11e                 |
| 147                   | Alexey Vermeulen (USA)    | 40e                 |
| 148                   | Taylor Eisenhart (USA)    | 54e                 |
| 149                   | Kilian Frankiny (SUI)     | 56e                 |
| 150                   | Valentin Baillifard (SUI) | 107e                |
| Directeur sportif : ? |                           |                     |

| Roth-Škoda ROT        | Roth-Škoda ROT         | Roth-Škoda ROT |
| --------------------- | ---------------------- | -------------- |
| Num                   | Coureur                | Pos            |
| 151                   | Silvan Dieterich (SUI) | 68e            |
| 152                   | Alessio Bottura (ITA)  | AB             |
| 153                   | Gianluca Ocanha (SUI)  | AB             |
| 154                   | Giacomo Tomio (SUI)    | 28e            |
| 155                   | Yannick Eckmann (USA)  | AB             |
| 156                   | Roland Thalmann (SUI)  | 63e            |
| Directeur sportif : ? |                        |                |

| Royal Antwerp BC RAN  | Royal Antwerp BC RAN        | Royal Antwerp BC RAN |
| --------------------- | --------------------------- | -------------------- |
| Num                   | Coureur                     | Pos                  |
| 157                   | Loorin Bastiaens (BEL)      | AB                   |
| 158                   |                             |                      |
| 159                   | Bram Rombouts (BEL)         | AB                   |
| 160                   | Michaël Simons (BEL)        | AB                   |
| 161                   | Michiel Van Echelpoel (BEL) | 103e                 |
| 162                   | Mathias Vertessen (BEL)     | AB                   |
| Directeur sportif : ? |                             |                      |

| Axeon BDT             | Axeon BDT                | Axeon BDT |
| --------------------- | ------------------------ | --------- |
| Num                   | Coureur                  | Pos       |
| 163                   | Geoffrey Curran (USA)    | 51e       |
| 164                   | Daniel Eaton (USA)       | 14e       |
| 165                   | Ruben Guerreiro (POR)    | AB        |
| 166                   | Tao Geoghegan Hart (GBR) | 3e        |
| 167                   | James Oram (NZL)         | 19e       |
| 168                   | Logan Owen (USA)         | 106e      |
| Directeur sportif : ? |                          |           |

| ABC Elite ABC         | ABC Elite ABC             | ABC Elite ABC |
| --------------------- | ------------------------- | ------------- |
| Num                   | Coureur                   | Pos           |
| 169                   | Louis Bendixen (DEN)      | AB            |
| 170                   | Joakim Bukdal (DEN)       | AB            |
| 171                   | Jonas Nordkroggaard (DEN) | DSQ           |
| 172                   | Jonas Rasmussen (DEN)     | AB            |
| 173                   | Lasse Mortensgaard (DEN)  | AB            |
| 174                   | Mikkel Bahnsen (DEN)      | 91e           |
| Directeur sportif : ? |                           |               |

| Équipe nationale d'Australie espoirs AUS | Équipe nationale d'Australie espoirs AUS | Équipe nationale d'Australie espoirs AUS |
| ---------------------------------------- | ---------------------------------------- | ---------------------------------------- |
| Num                                      | Coureur                                  | Pos                                      |
| 175                                      | Harry Carpenter (AUS)                    | 120e                                     |
| 176                                      | Alex Clements (AUS)                      | 105e                                     |
| 177                                      | Alexander Edmondson (AUS)                | 104e                                     |
| 178                                      | Jack Haig (AUS)                          | 38e                                      |
| 179                                      | Oscar Stevenson (AUS)                    | AB                                       |
| 180                                      |                                          |                                          |
| Directeur sportif : ?                    |                                          |                                          |

| Stölting STG          | Stölting STG          | Stölting STG |
| --------------------- | --------------------- | ------------ |
| Num                   | Coureur               | Pos          |
| 181                   | Silvio Herklotz (GER) | 2e           |
| 182                   | Arne Egner (GER)      | 119e         |
| 183                   | Moritz Backofen (GER) | 49e          |
| 184                   |                       |              |
| 185                   | Jonas Tenbrock (GER)  | 16e          |
| 186                   |                       |              |
| Directeur sportif : ? |                       |              |

| AWT-Greenway AWT      | AWT-Greenway AWT            | AWT-Greenway AWT |
| --------------------- | --------------------------- | ---------------- |
| Num                   | Coureur                     | Pos              |
| 187                   | Rayane Bouhanni (FRA)       | 94e              |
| 188                   | Roman Lehký (CZE)           | AB               |
| 189                   | Matēj Bechynē (CZE)         | AB               |
| 190                   | Maximilian Schachmann (GER) | AB               |
| 191                   |                             |                  |
| 192                   | Jan Brockhoff (GER)         | 6e               |
| Directeur sportif : ? |                             |                  |

| Café Baqué-Conservas Campos CAF | Café Baqué-Conservas Campos CAF | Café Baqué-Conservas Campos CAF |
| ------------------------------- | ------------------------------- | ------------------------------- |
| Num                             | Coureur                         | Pos                             |
| 193                             | Gonzalo Andrés (ESP)            | 72e                             |
| 194                             | Alex Aranburu (ESP)             | 35e                             |
| 195                             | Álvaro Trueba (ESP)             | 85e                             |
| 196                             | Julen Amézqueta (ESP)           | 44e                             |
| 197                             | Ruben Sánchez (ESP)             | 48e                             |
| 198                             | Juan Antonio López (ESP)        | 66e                             |
| Directeur sportif : ?           |                                 |                                 |